# (5510) 1988 RF7
(5510) 1988 RF7 es un asteroide perteneciente a asteroides que cruzan la órbita de Marte descubierto el 2 de septiembre de 1988 por Henri Debehogne desde el Observatorio de La Silla, Chile.

## Designación y nombre
Designado provisionalmente como 1988 RF7.

## Características orbitales
1988 RF7 está situado a una distancia media del Sol de 2,190 ua, pudiendo alejarse hasta 2,725 ua y acercarse hasta 1,655 ua. Su excentricidad es 0,244 y la inclinación orbital 5,684 grados. Emplea 1184,17 días en completar una órbita alrededor del Sol.

## Características físicas
La magnitud absoluta de 1988 RF7 es 13,5. Tiene 4,314 km de diámetro y su albedo se estima en 0,381. Está asignado al tipo espectral S según la clasificación SMASSII.